# Michael Starbird
Michael Peter Starbird (1948) é um matemático estadunidense. É professor de matemática da Universidade do Texas em Austin. A sua especialidade matemática é topologia. Ingressou na Universidade do Texas em Austin como integrante do corpo docente em 1974 e atuou como decano associado em Ciências Naturais de 1989 a 1997.